# كلوستريديوم نوفي
كلوستريديوم نوفياي أو كلوستريديوم نوفي أو المطثية النوفية (الاستسقائية أو الموذمة) هي بكتيريا موجبة غرام, مكونة للأبواغ الداخلية- , لاهوائية إجبارية من صنف الكلوستريديا.